# Felice Schragenheim
Felice Rachel Schragenheim (née à Berlin le 9 mars 1922 et morte probablement fin 1944 ou début 1945, en route vers Bergen-Belsen) est une journaliste allemande, assassinée dans le contexte de la Shoah. Elle obtient une célébrité posthume en tant que personnage du livre Aimée und Jaguar de l'auteure autrichienne Erica Fischer, et de son adaptation au cinéma.

## Biographie

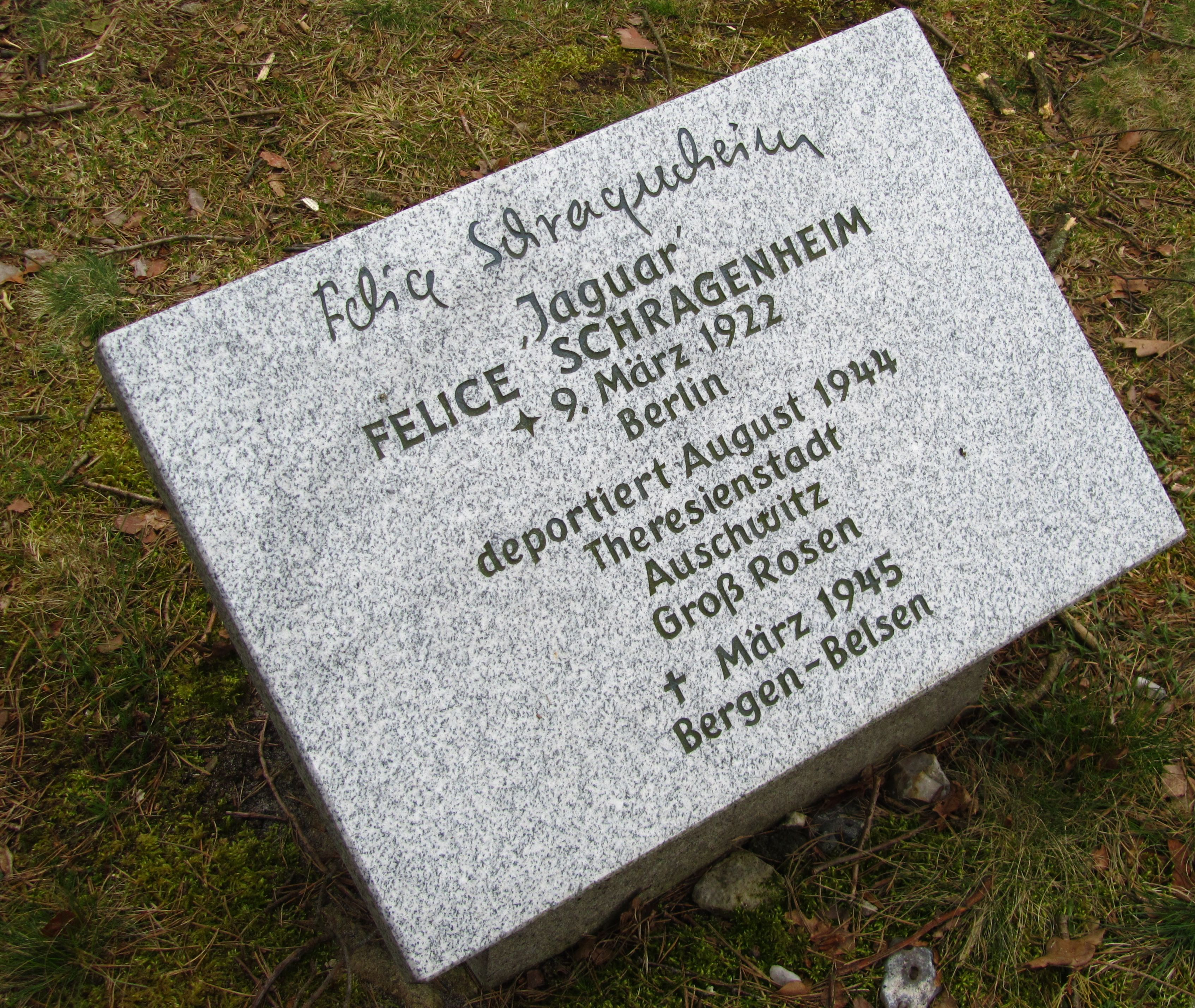
Stelle commémorative de Schragenheim à Bergen-Belsen.

Juive allemande, Felice Schragenheim exerce la profession de journaliste et œuvre dans la résistance allemande au nazisme, après plusieurs tentatives échouées de fuir son pays. Elle travaille sous un nom d'emprunt dans une publication nazie, ce qui lui permet de transmettre des informations auprès de la résistance juive,.
Felice Schragenheim jouit d'une certaine reconnaissance littéraire pour ses poèmes, qu'Helga Brinitzer compare à ceux de Mascha Kaléko. L'été 1942, elle rencontre puis commence une liaison lesbienne avec Lilly Wust, nazie convaincue, épouse d'un héros de guerre, mère de quatre fils et médaillée pour services rendus à l'État. Felice appelle Lilly « Aimée » et Lilly surnomme Felice « Jaguar ». Quatre mois après leur rencontre, Felice emménage avec Lilly. Wust n'apprend pas tout de suite le judaïsme de Schragenheim, ni son action dans la résistance, révélations qui l'amènent ensuite à remettre en question ses propres valeurs. Malgré ces informations, leur relation persiste et prend même toutes les formes d'un mariage.
Le 21 août 1944, de retour d'une excursion sur l'un des lacs bordant le fleuve Havel, Felice Schragenheim est arrêtée par la Gestapo et déportée en camp de concentration parce qu'elle est juive. Selon la base de données du musée Yad Vashem, sa déportation a lieu le 8 septembre 1944 dans le train « Transport I/116 » de Berlin à Theresienstadt. Wust tente alors de faire jouer ses relations pour lui rendre visite, mais sa demande est rejetée par l'officier aux commandes du camp.
Le jour et le lieu exact de son décès sont inconnus ; il intervient probablement lors d'une marche de la mort au départ du camp de concentration de Gross-Rosen, mais il peut aussi avoir eu lieu après son arrivée au camp de concentration de Bergen-Belsen. Le 14 février 1948, Felice Schragenheim est déclarée comme morte sur décision du tribunal de Berlin-Charlottenburg, qui fixe pro forma la date du décès au 31 décembre 1944.

## Aimée et Jaguar, le livre et le film
La vie des deux femmes fait l'objet du livre Aimée & Jaguar d'Erica Fischer, publié en 1994, qui sert ensuite de base au film Aimée et Jaguar. Le livre se base sur les souvenirs et des extraits du journal de Lilly Wust, ainsi que sur ceux de témoins de l'époque, et il contient des lettres et des poèmes des deux femmes. Contrairement au film, l'ouvrage ne contient pas de reconstitutions dramatiques ou d'éléments partiellement fictifs.
Quelques témoins de l'époque ont critiqué le livre et le film. Selon eux, la supposée histoire d'amour entre Felice Schragenheim et Lilly Wust aurait en réalité été une relation de dépendance pour Schragenheim. Elenai Predski-Kramer, amie de Felice Schragenheim, émet l'hypothèse selon laquelle Lilly Wust elle-même aurait dénoncé Felice Schragenheim à la Gestapo, mais il n'existe pas de preuves pour corroborer cette version.

## Autres hommages
Maria Schrader, qui a joué le rôle de Felice Schragenheim dans le film Aimée et Jaguar, lui a dédié en 2007 son premier film en tant que réalisatrice, Vie amoureuse (de) (Liebesleben), avec l'indication « For Felice » dans le générique.
Oskar Ansull (de) a créé Felices Bücher – Die Bücher der Felice Schragenheim, 1922–1945 (« Les livres de Felice – Les livres de Felice Schragenheim, 1922–1945 »), une lecture scénique de livres que Felice Schragenheim pensait emporter à l'occasion d'un voyage. Dans cette œuvre, il s'agit de montrer la mentalité et le fond culturel des jeunes Berlinoises des années 1930 et 40. La pièce a fait l'objet de plus de 100 représentations dans toute l'Allemagne.
Par ailleurs, l'histoire de Felice Schragenheim et d'Elisabeth Wust a aussi fait l'objet d'un documentaire de la documentariste Catrine Clay.